# Three Mantras
Three Mantras is een compositie van de Brit John Foulds. Het is geschreven voor symfonieorkest en koor.
De Three Mantras zijn de overblijfselen van een opera die Foulds probeerde te componeren. De opera Avatara (opus 61?) geheten zou geheel in het Sanskriet geschreven worden, met de bijbehorende exotisch muziek gebaseerd op Indiase toonladdersystemen etc. Wat er precies met de opera is gebeurd, is onbekend. Foulds zag het niet meer zitten en vernietigde het of liet het rondslingeren, zodat het zoekraakte. De enige fragmenten die Foulds kennelijk goed genoeg achtte voor uitvoering waren de drie min of meer instrumentale inleidingen tot de drie akten Apsara, Gandharva en Rakshasa Mantra. Foulds begon aan het geheel in augustus 1919 en legde de laatste hand aan het werk in april 1930. Daarna verdween het in de la, waar meer werken van Foulds belandden. Wellicht was de tijd nog niet rijp voor deze muziek.
Pas in 1988 vindt een eerste privé-uitvoering plaats met een eerste officiële uitvoering in nota bene Helsinki (1997).
De muziek wijkt sterk af van wat destijds mode was binnen de Britse klassieke muziek. De delen I en III fonkelen door de exotische akkoordenschema’s. In plaats van steeds herhalende fragmenten waarop mantras vaak zijn gebouwd, mixt Foulds alles door elkaar zodat een zeer levendig geluid ontstaat. De meditatie wordt teruggevonden in deel II, het enige deel waarin het koor tekstloos zingt. Het laatste deel is geschreven in een Indiase toonsoort en in de zevenkwartsmaat.

## Delen
1. Mantra I (Of action and vision of terrestrial avataras) – Impetuoso
2. Mantra II (Of bliss and vision of celestial avataras) - Beatamente
3. Mantra III (Of will and vision of cosmic avataras) – Inesorabile.

## Bron en discografie
- Uitgave Warner Classcis: City of Birmingham Symphony Orchestra met koor o.l.v. Sakari Oramo; opnamen 2004.
- Uitgave Lyrita: London Philharmonic Orchestra met koor o.l.v. Barry Wordsworth; opnamen 1993